# Koryfena mała
Koryfena mała (Coryphaena equiselis) – gatunek drapieżnej ryby okoniokształtnej z rodziny Coryphaenidae. Poławiane gospodarczo oraz w wędkarstwie.

## Zasięg występowania
Tropikalne i subtropikalne wody całego świata, strefa pelagialna, głównie tuż pod powierzchnią wody.

## Opis
Budowa podobna do koryfeny (Coryphaena hippurus). Różni się od swojej krewniaczki szerszym tułowiem i mniejszymi rozmiarami, osiąga do 70 cm długości. Prowadzą podobny tryb życia i wykazują podobne upodobania pokarmowe -  głównie ryby latające, zooplankton, skorupiaki i kałamarnice. Koryfena mała preferuje cieplejsze wody niż C. hippurus.